# جون سي وايتهيد
جون سي وايتهيد (بالإنجليزية: John C. Whitehead)‏ (و. 1922 – 2015 م) هو سياسي، وجامع تحف من الولايات المتحدة الأمريكية . ولد في إيفانستون ، إلينوي . تولى منصب نائب وزير خارجية الولايات المتحدة، وكان عضواً في الأكاديمية الأمريكية للفنون والعلوم .

## التعليم
تعلم في جامعة هارفارد، وكلية هارفارد للأعمال.

## جوائز
حصل على جوائز منها:
- Presidential Citizens Medal
- جائزة الحرية
- Presidential Citizens Medal
- Democracy Service Medal.

## روابط خارجية
- جون سي وايتهيد على موقع مونزينجر (الألمانية)
- جون سي وايتهيد على موقع إن إن دي بي (الإنجليزية)